# Christian Schünemann (Schriftsteller)
Christian Schünemann (* 1968 in Bremen) ist ein deutscher Schriftsteller und Drehbuchautor.

## Leben
Christian Schünemann studierte Slawistik in Berlin und Sankt Petersburg. Nach dem Studium arbeitete er in Moskau und Bosnien-Herzegowina.
Sein Erstlingswerk Der Frisör erschien 2005 auch in russischer Sprache als Parikmacher und wurde mit 17 Auflagen in vier Sprachen sein bis jetzt erfolgreichstes Werk (Stand Ende 2020). Seine anderen Werke wurden auch in verschiedene Sprachen, u. a. ins Französische und Spanische, übersetzt.
Zusätzlich arbeitete Schünemann auch als Storyliner für die Serien Verliebt in Berlin, Gute Zeiten, schlechte Zeiten und Verbotene Liebe.
Er lebt in Berlin.

## Preise
- 2001: Helmut-Stegmann-Preis für die Reportage Nadeschda geht in die Stadt im EJS-Magazin
- 2002: Open Mike für Der Frisör

## Werke (Auswahl)
- Der Frisör. Roman, Diogenes Verlag, Zürich 2004.
- Der Bruder – Ein Fall für den Frisör. Roman, Diogenes Verlag, Zürich 2008.
- Die Studentin – Ein Fall für den Frisör. Roman, Diogenes Verlag, Zürich 2009.
- Daily Soap – Ein Fall für den Frisör. Roman, Diogenes Verlag, Zürich 2011.
- gemeinsam mit Jelena Volic: Kornblumenblau – Ein Fall für Milena Lukin. Roman, Diogenes Verlag, Zürich 2013.
- gemeinsam mit Jelena Volic: Pfingstrosenrot – Ein Fall für Milena Lukin. Roman, Diogenes Verlag, Zürich 2016.
- gemeinsam mit Jelena Volic: Maiglöckchenweiß – Ein Fall für Milena Lukin. Roman, Diogenes Verlag, Zürich 2017.